# عباسعلی سلیمانی
عبّاسعلی سلیمانی اسبوکلائی (۳ خرداد ۱۳۲۶ – ۶ اردیبهشت ۱۴۰۲) روحانی و فقیه شیعه،نمایندهٔ دوره چهارم و پنجم در مجلس خبرگان رهبری از استان سیستان و بلوچستان بود. وی پیشینه نمایندگی ولی فقیه سیستان و بلوچستان و کاشان را نیز داشت. او در ۶ اردیبهشت سال ۱۴۰۲ و طی یک تیراندازی در بانک کشته شد.

## زندگی
عبّاسعلی سلیمانی در ۳ خردادِ ۱۳۲۶ در روستای امیرکلا شهرستان سوادکوه استان مازندران زاده شد. او در سن ۵ سالگی به مکتب‌خانه رفت و در ۱۲ سالگی وارد حوزه علمیه قم شد. پس از مدتی به حوزه علمیه کوهستان و برای تکمیل دروس علمیه به مشهد رفت، سپس در سال ۱۳۴۷ برای ادامه تحصیل به حوزه علمیه قم بازگشت. عباسعلی سلیمانی درکنار تحصیل، به تبلیغ و تدریس علوم دینی می‌پرداخت و به شهرها و روستاهای مختلف سفر می‌کرد. او حامی جداسازی جنسیتی در ورزش بود.

## مسئولیت‌ها

### نماینده ولی فقیه در شهر کاشان
عباسعلی سلیمانی نماینده ولی فقیه و امام جمعه کاشان از ۲۵ مرداد ۱۳۹۹ تا ۹ فروردین ۱۴۰۱پس از عبدالنبی نمازی بود.

### نماینده ولی فقیه در استان سیستان و بلوچستان
وی از ۱۳۸۰ تا ۱۳۹۷ برای ۱۷ سال نماینده ولی فقیه در استان سیستان و بلوچستان و امام جمعه شهر زاهدان بود. سلیمانی در جمعه ۳ اسفند ۱۳۹۷ از مردم سیستان و بلوچستان در نماز جمعه از منصب امامت جمعه این شهر خداحافظی کرد.

## کشته شدن
چهارشنبه ۶ اردیبهشت ۱۴۰۲ در حالی که عباسعلی سلیمانی در کنار میز مدیر بانک ملی بابلسر نشسته بود هدف گلوله نگهبان بانک قرار گرفت و کشته شد. فیلم دوربین مداربسته منتشر شده از لحظه قتل، نشان می‌دهد که ضارب از پشت نزدیک شده و او را هدف قرار می‌دهد.

### روایت روزنامه همشهری
روزنامه همشهری با انتشار اعترافات ضارب از قول او نوشته که این فرد با معاون بانک اختلاف داشت و همان روز هم با معاون مشاجره داشته و می‌دانسته برادر معاون بانک یک روحانی است. به همین دلیل وقتی این روحانی وارد بانک می‌شود او تصور می‌کند که برادر معاون بانک است و او را می‌کشد.

### روایت کاربران فضای مجازی
در فضای مجازی روایت های ضد و نقیض محتلف و بدون سندی نقل شده که با تکذیببانک ملی مواجه شده است. همچنین این روایت ها با فیلم لحظه ی ترور نیز متناقض است.

### واکنش‌ها
استاندار و نماینده ولی فقیه در مازندران با صدور پیامی مشترک، کشته شدن عباسعلی سلیمانی، عضو مجلس خبرگان رهبری را تسلیت گفتند و سه روز عزای عمومی در استان مازندران اعلام کردند.

### صدور حکم اعدام
در تاریخ چهارشنبه ۲۴ آبان ۱۴۰۲ محمدرضا حبیبیان متهم به قتل عباسعلی سلیمانی در دیوان عالی کشور به قصاص محکوم شد. حکم اعدام ضارب سلیمانی، سحرگاه چهارشنبه ۲۲ آذر ۱۴۰۲ در زندان بابل به اجرا درآمد.